# Rangifer tarandus granti
Sous-espèce
Synonymes
- Rangifer tarandus groenlandicus (Borowski, 1780)

Rangifer tarandus granti est une sous-espèce de caribous, qui vit en Alaska (États-Unis), au Yukon et dans le territoire du Nord-Ouest au Canada.

## Taxonomie
Catalogue of Life et l'ITIS considèrent ce taxon comme invalide et lui préfère Rangifer tarandus groenlandicus (Borowski, 1780).